# Eduardo Mezzera
Eduardo Mezzera Brito del Pino (Montevideo, Uruguay, 21 de julio de 1946) es un abogado y político uruguayo, quien se desempeñó como subsecretario del Ministerio de Relaciones Exteriores (vicecanciller) entre 1990 y 1993. 

## Primeros años
Nació en Montevideo el 21 de julio de 1946.
Cursó estudios primarios en el Colegio San Juan Bautista, secundarios en el Liceo N° 7 Joaquín Suárez y preparatorios en el Colegio Seminario.
En 1965 ingresó a cursar derecho en la entonces Facultad de Derecho y Ciencias Sociales de la Universidad de la República, donde se graduó como procurador en 1969 y como abogado en 1972, prestando juramento como tal en marzo de 1973.
Realizó cursos de postgrado en el Registro de la Propiedad Industrial de España y la Organización Mundial de la Propiedad Intelectual en Ginebra, Suiza, en 1982. A nivel nacional estudió en el Instituto de Estudios Empresariales de Montevideo en 1987, realizó un posgrado en Derecho de empresa ese mismo año en la UDELAR, así como de mediación y arbitraje en el Centro de Conciliación y Arbitraje en 1997.

## Actividad profesional pública y privada
Entre 1974 y 1990 se desempeñó como asesor letrado del entonces Ministerio de Industria y Energía,estando a cargo de las divisiones de Energía, Propiedad industrial y Tecnología.
En representación de dicho Ministerio, entre otras actividades presidió una comisión especial que redactó un proyecto de ley sobre gravámenes a varaderos, astilleros y diques en 1978,así como integró como vocal la Comisión Administradora de la Industria Textil (CAITEX) en 1989.
Asimismo, ha ejercido ampliamente su profesión en forma privada como miembro del estudio jurídico Mezzera, que fuera fundado por su abuelo Rodolfo Mezzera y por Gabriel Terra en 1907.

## Actividad política
Adherente al Partido Nacional, en las elecciones de 1971 figuró en décimo lugar como candidato a la Cámara de Representantes para la XLI Legislatura por la lista 950,encabezada por Carlos Suárez Lerena y apoyando la candidatura presidencial de Wilson Ferreira Aldunate. Dicha lista no obtuvo representación parlamentaria.
En 1987 fue fundador e integrante de la Junta Ejecutiva del grupo Renovación y Victoria encabezado por Gonzalo Aguirre.En las elecciones de 1989 integró en el cuarto lugar la lista de candidatos a la Cámara de Senadores para la XLIII Legislatura (1990-1995) encabezada por Aguirre y alineada con la candidatura a la presidencia de Luis Alberto Lacalle.Sin embargo, dicha plancha al Senado solo obtuvo dos escaños.
En 1993 fue miembro fundador del Centro de Acción Nacionalista, y en las elecciones de 1994 fue sexto candidato a la Cámara de Representantes para la XLIV Legislatura (1995-2000) por la lista 903, acompañando la candidatura presidencial de Juan Andrés Ramírez.Solo resultó electo el primer titular de la lista, Álvaro Carbone.
Entre 1998 y 2004 fue presidente del Movimiento Lista 400.En las elecciones de 1999 integró en el noveno lugar la lista de candidatos del sublema Herrerismo a la Cámara de Senadores para la XLV Legislatura (2000-2005)la que obtuvo cinco escaños.
Posteriormente formó parte de la dirección nacional del sector Herrerismo, como vocal entre 2002 y 2005y como vicepresidente entre 2005 y 2010.
Fue también miembro suplente del Directorio del Partido Nacional en 2004-2010.

## Subsecretario de Relaciones Exteriores
El 1 de marzo de 1990, al asumir como nuevo presidente Luis Alberto Lacalle, éste y su ministro de Relaciones Exteriores Héctor Gros Espiell designaron a Mezzera como subsecretario (viceministro) de dicha cartera.
Desempeñó el cargo durante casi tres años, hasta que al ser sustituido Gros Espiell por Sergio Abreu como canciller en enero de 1993, José María Gamio fue nombrado para ocupar la subsecretaría.
Mezzera continuó como asesor jurídico diplomático de la Cancillería entre 1993 y 1996, así como asesor de la delegación uruguaya en la Comisión Técnico Mixta de Salto Grande en el mismo período.

## Senador suplente
En las elecciones de 2009, fue coordinador del programa de gobierno del nuevamente candidato a la presidencia Luis Alberto Lacalle, figurando como tercer suplente del mismo, a su vez primer titular en la lista de candidatos del sublema Unidad Nacional a la Cámara de Senadores para la XLVII Legislatura (2010-2015).
En tal calidad, ingresó al Senado a cubrir diversas suplencias de Lacalle entre 2013 y 2015.

## Otras actividades
Entre 1986 y 1987 fue integrante de la Asamblea del Claustro de la Facultad de Derecho de la UDELAR.
En 1995 fue nombrado para integrar una de las listas de árbitros previstas en el ámbito del Mercosur por el Protocolo de Brasilia,designación reiterada en 2005.En tanto que en 2004 fue incluido en una de las previstas en el Protocolo de Olivos.
Ha sido asimismo árbitro de la Cámara Nacional de Comercio y Servicios de Uruguay desde 1997, así como Mediador del Centro de Conciliación y Arbitraje de la Bolsa de Comercio de Montevideo.
A partir de 1997 integró el Consejo Directivo del Instituto Manuel Oribe, del que fue vicepresidente en 2002-2003 y en 2005-2010. Asimismo presidió en 1997 el Grupo de Estudios del Mercosur y de Relaciones Internacionales de dicho instituto e integró el Consejo Editorial de la publicación La revista blanca en 2001.
Es autor de dos artículos sobre temas jurídicos y publicados en revistas especializadas. Fue asimismo coordinador del libro La política exterior del Partido Nacional, publicado en 1998 por el Instituto Manuel Oribe.

## Vida personal
Es hijo de Rodolfo Mezzera Álvarez (1910-1963) y de Elisa Brito del Pino Larravide, quienes se casaran en 1935.
Su padre fue un destacado jurista y catedrático de Derecho Comercial, uno de los principales especialistas uruguayos en dicha disciplina y autor de numerosas obras jurídicas sobre su especialidad,además de haber ocupado el cargo de Decano de la Facultad de Derecho y Ciencias Sociales de la Universidad de la República.Su abuelo paterno, llamado también Rodolfo Mezzera (1885-1972), igualmente abogado, fue diputado y ministro de Instrucción Pública.
Eduardo Mezzera contrajo matrimonio en 1970 con Alicia Aguirre Arrarte,con quien tuvo tres hijos, Pablo, Florencia y Rodolfo Mezzera Aguirre.